# Степаненко, Дмитрий Александрович
Дми́трий Алекса́ндрович Степане́нко (род. 8 марта 1976, Клинцы, Брянская область) — заместитель руководителя Федерального агентства по управлению государственным имуществом.

## Биография
Дмитрий Степаненко родился 8 марта 1976 года в городе Клинцы Брянской области.
- В 1993 году окончил Московское Суворовское военное училище.
- В 1998 году окончил Московское Высшее Общевойсковое Командное училище им. Верховного Совета РСФСР с золотой медалью.
- В 2006 году окончил Российскую Академию Государственной службы при Президенте РФ с отличием.
- В 2019 году повышение квалификации, РАНХиГС , «Механизмы вовлечения различных слоев общества в достижение национальных целей развития».
- В 2023 году повышение квалификации, РАНХиГС , Executive Master in Public Management (EMPM) «Программа развития кадрового управленческого резерва».
- С 1998 по 2004 годы служил в Президентском полку ФСО Российской Федерации на командных должностях.
- С 2004 по 2012 годы занимал руководящие позиции в коммерческой структуре.
- С 2012 года — член рабочей группы Госдумы Российской Федерации по совершенствованию законодательства об Особых экономических зонах в РФ.
- В 2014 году — советник Министра инвестиций и инноваций Московской области.
- С 2014 по 2016 годы — Министр сельского хозяйства и продовольствия Московской области.
- С 2016  по 2021 годы — Председатель Правительства Ярославской области.
- С 22 марта 2022 года — заместитель руководителя Федерального агентства по управлению государственным имуществом.
- С 2017 года возглавляет попечительский совет по восстановлению храмового комплекса[1] в селе Хопылево Рыбинского района (храм Богоявления "на Острову" и храм святого благоверного князя Александра Невского). В храме Богоявления "на Острову" обряд крещения приняли прославленный адмирал Фёдор Федорович Ушаков[2] и его дядя преподобный Федор Санаксарский.
- С марта 2022 года Ответственный секретарь Общественного Совета при Росимуществе.
- С мая 2023 года член попечительского совета РОСБИОТЕХ.

## Семья
Женат, воспитывает двух сыновей.
9 мая 2019 года на Красной площади Артем Степаненко в составе знамённой группы  154-го отдельного Преображенского полка нес Знамя Победы.

## Награды
- Орден Александра Невского
- Почетная грамота Президента Российской Федерации "За достигнутые трудовые успехи и многолетнюю добросовестную работу"
- Медаль ордена «За заслуги перед Отечеством» II степени.
- Благодарственное письмо Президента Российской Федерации.
- Медаль «Участнику военной операции в Сирии» Министерства обороны Российской Федерации.
- Медаль «За отличие в военной службе» (ФСО) III степени.
- Знак «За заслуги перед Московской областью» III степени.
- Медаль «За труды во благо земли Ярославской» I степени.
- Медаль «125 лет органам государственной охраны России».
- Медаль «За заслуги» Федеральной службы судебных приставов.
- Медаль "За укрепление боевого содружества"
- Орден Святого благоверного князя Даниила Московского III степени.
- Юбилейная медаль «В память 100-летия восстановления Патриаршества в Русской Православной Церкви».[4]
- Медаль Русской Православной Церкви «Патриаршая Благодарность».
- Медаль "В память 850-летия Москвы"